# Mulan, la guerrière légendaire
Pour les articles homonymes, voir Mulan (homonymie).
Pour plus de détails, voir Fiche technique et Distribution.
Mulan, la guerrière légendaire (chinois : 花木兰 ; pinyin : Huā Mùlán) est un film chinois de Jingle Ma sorti en 2009.
Le chanteur russe Vitas fait une apparition dans le film et contribue à le faire connaître en lui fournissant une chanson en chinois, intitulée Beneath the Glory pour le thème musical du film.

## Synopsis
Quand les Ruanruan  envahissent la Chine, l’empereur décrète la mobilisation d’un homme par famille. Hua Mulan, garçon manqué de Fa-Zhou, s'engage subrepticement à la place de son père - trop âgé pour guerroyer - en se faisant passer pour un homme.
Elle rencontre Wentai, un soldat, qui est en réalité le dernier fils de l'empereur.
À la suite d'un acte héroïque, elle est promue officier puis devient général.

## Fiche technique
Sauf mention contraire, cette fiche technique est établie à partir d'IMDb.
- Titre français : Mulan, la guerrière légendaire
- Titre original: 花木兰 (Huā Mùlán)
- Titre anglais : Mulan: Rise of a Warrior
- Réalisation : Jingle Ma
- Scénario : Ting Zhang
- Décors : Bruce Yu
- Photographie : Tony Cheung
- Musique : Li Si Song
- Montage : Chi-Leung Kwong
- Production : Jeffrey Chan, Guangcheng Song, Zhe Wang
- Sociétés de production[3] : Starlight International Media Group, Hunan TV & Broadcast Intermediary, PKU Starlight Group, Shanghai Film Group, Beijing Gallop Horse Film & TV Production, Polybona Films, Starlight International Media
- Sociétés de distribution : FUNimation Entertainment (États-Unis), Beijing Poly-bona Film Publishing Company, Shanghai Film Group (Chine), Distribution Workshop
- Budget de production : 12 000 000 de dollars
- Pays de production :  États-Unis,  Chine
- Langue : mandarin
- Format[4] : Couleur (Technicolor) - 2.35 : 1 – 35 mm — Dolby Digital
- Genre : Aventures, drame, guerre, historique, romance
- Durée : 114 minutes
- Dates de sortie en salles[5] :
  - Chine : 27 novembre 2009
  - États-Unis : 3 septembre 2013
  - France : 23 septembre 2010

## Distribution
- Zhao Wei (VFB : Delphine Moriau) : Hua Mulan
- Chen Kun (VFB : Alexandre Crépet) : Wentai
- Hu Jun (VFB : Mathieu Moreau) : Mendu
- Jaycee Chan (VFB : Gauthier de Fauconval) : Fei Xiaohu
- Nicky Lee : Hu Kui
- Liu Yuxin (VFB : Séverine Cayron) : la princesse Rourane
- Yu Rongguang (VFB : Jean-Marc Delhausse) : Hua Hu
- Vitas : Gude
- Sun Zhou : l'empereur Wei

## Distinctions

### Prix
- 2010 : Festival du film de Changchun de la meilleure actrice (Zhao Wei)
- 2011 : Prix du Golden Melody Awards du meilleur producteur (Li Shih Song et Yee Kar Yeung)
- 2009 : 29e cérémonie des Hong Kong Film Awards de la meilleure actrice (Zhao Wei)
- 2010 : 29e cérémonie des Hong Kong Film Awards de la meilleure chanson originale (Li Shih Song, Yee Kar Yeung et Stefanie Sun)
- 2010 : Prix Hundred Flowers de la meilleure photographie
- 2010 : Prix Hundred Flowers de la meilleure actrice (Zhao Wei)
- 2010 : Prix Hundred Flowers du meilleur acteur dans un second rôle (Jaycee Chan)
- 2010 : Prix du Shanghai Film Critics Awards de la meilleure actrice (Zhao Wei)
- 2010 : Prix du Vietnam DAN Movie Awards du film chinois préféré
- 2010 : Prix du Vietnam DAN Movie Awards de l'actrice chinoise préférée (Zhao Wei)